# Fed Cup 2015 Zona Americana Gruppo I - Pool B
Il Pool B della Zona Americana Gruppo I nella Fed Cup 2015 è uno dei due pool (gironi) in cui è suddiviso il Gruppo I della zona Americana. (vedi anche Pool A)
|   | Pool B          | Paraguay (bandiera) | Messico (bandiera) | Bolivia (bandiera) | Venezuela (bandiera) |
| 1 | Paraguay (3-0)  |                     | 2-1                | 3-0                | 3-0                  |
| 2 | Messico (2-1)   | 1-2                 |                    | 3-1                | 3-0                  |
| 3 | Bolivia (1-2)   | 0-3                 | 1-2                |                    | 2-1                  |
| 4 | Venezuela (0-3) | 0-3                 | 0-3                | 1-2                |                      |

## Primo giorno
| Paraguay 3 | La Loma Centro Deportivo, San Luis Potosí, Messico 4 febbraio 2015 cemento (outdoor - decoturf) | La Loma Centro Deportivo, San Luis Potosí, Messico 4 febbraio 2015 cemento (outdoor - decoturf) | Bolivia 0 |     |     |  |
| \| \| \| \| 1 \| 2 \| 3 \| \| \| - \| \| ----------------------------------------------------------------------------------------- \| --- \| --- \| --- \| \| \| 1 \| \| Montserrat González Noelia Zeballos \| 3 6 \| 6 3 \| 6 2 \| \| \| 2 \| \| Verónica Cepede Royg María Fernanda Álvarez Terán \| 6 0 \| 6 2 \| \| \| \| 3 \| \| Verónica Cepede Royg / Montserrat González María Fernanda Álvarez Terán / Noelia Zeballos \| 3 6 \| 6 2 \| 6 3 \| \| |                                                                                                 |                                                                                                 |           |     |     |  |
| |                                                                                                 |                                                                                                 | 1         | 2   | 3   |  |
| 1 | Paraguay (bandiera) · Bolivia (bandiera)                                                        | Montserrat González Noelia Zeballos                                                             | 3 6       | 6 3 | 6 2 |  |
| 2 | Paraguay (bandiera) · Bolivia (bandiera)                                                        | Verónica Cepede Royg María Fernanda Álvarez Terán                                               | 6 0       | 6 2 |     |  |
| 3 | Paraguay (bandiera) · Bolivia (bandiera)                                                        | Verónica Cepede Royg / Montserrat González María Fernanda Álvarez Terán / Noelia Zeballos       | 3 6       | 6 2 | 6 3 |  |

| Messico 3 | La Loma Centro Deportivo, San Luis Potosí, Messico 4 febbraio 2015 cemento (outdoor - decoturf) | La Loma Centro Deportivo, San Luis Potosí, Messico 4 febbraio 2015 cemento (outdoor - decoturf) | Venezuela 0 |     |     |  |
| \| \| \| \| 1 \| 2 \| 3 \| \| \| - \| \| ----------------------------------------------------------------------- \| --- \| --- \| --- \| \| \| 1 \| \| Marcela Zacarías Mariaryeni Gutiérrez \| 6 3 \| 6 1 \| \| \| \| 2 \| \| Ana Sofía Sánchez Adriana Pérez \| 7 5 \| 5 7 \| 6 4 \| \| \| 3 \| \| Victoria Rodríguez / Marcela Zacarías Aymet Uzcátegui / Viviana Onorato \| 6 1 \| 6 0 \| \| \| |                                                                                                 |                                                                                                 |             |     |     |  |
| |                                                                                                 |                                                                                                 | 1           | 2   | 3   |  |
| 1 | Messico (bandiera) · Venezuela (bandiera)                                                       | Marcela Zacarías Mariaryeni Gutiérrez                                                           | 6 3         | 6 1 |     |  |
| 2 | Messico (bandiera) · Venezuela (bandiera)                                                       | Ana Sofía Sánchez Adriana Pérez                                                                 | 7 5         | 5 7 | 6 4 |  |
| 3 | Messico (bandiera) · Venezuela (bandiera)                                                       | Victoria Rodríguez / Marcela Zacarías Aymet Uzcátegui / Viviana Onorato                         | 6 1         | 6 0 |     |  |

## Secondo giorno
| Messico 1 | La Loma Centro Deportivo, San Luis Potosí, Messico 5 febbraio 2015 cemento (outdoor - decoturf) | La Loma Centro Deportivo, San Luis Potosí, Messico 5 febbraio 2015 cemento (outdoor - decoturf) | Paraguay 2 |     |     |  |
| \| \| \| \| 1 \| 2 \| 3 \| \| \| - \| \| -------------------------------------------------------------------------------- \| --- \| --- \| --- \| \| \| 1 \| \| Marcela Zacarías Montserrat González \| 3 6 \| 6 3 \| 7 5 \| \| \| 2 \| \| Ana Sofía Sánchez Verónica Cepede Royg \| 4 6 \| 3 6 \| \| \| \| 3 \| \| Victoria Rodríguez / Marcela Zacarías Verónica Cepede Royg / Montserrat González \| 3 6 \| 6 3 \| 3 6 \| \| |                                                                                                 |                                                                                                 |            |     |     |  |
| |                                                                                                 |                                                                                                 | 1          | 2   | 3   |  |
| 1 | Messico (bandiera) · Paraguay (bandiera)                                                        | Marcela Zacarías Montserrat González                                                            | 3 6        | 6 3 | 7 5 |  |
| 2 | Messico (bandiera) · Paraguay (bandiera)                                                        | Ana Sofía Sánchez Verónica Cepede Royg                                                          | 4 6        | 3 6 |     |  |
| 3 | Messico (bandiera) · Paraguay (bandiera)                                                        | Victoria Rodríguez / Marcela Zacarías Verónica Cepede Royg / Montserrat González                | 3 6        | 6 3 | 3 6 |  |

| Venezuela 1 | La Loma Centro Deportivo, San Luis Potosí, Messico 5 febbraio 2015 cemento (outdoor - decoturf) | La Loma Centro Deportivo, San Luis Potosí, Messico 5 febbraio 2015 cemento (outdoor - decoturf) | Bolivia 2 |      |     |  |
| \| \| \| \| 1 \| 2 \| 3 \| \| \| - \| \| ------------------------------------------------------------------------------ \| ---- \| ---- \| --- \| \| \| 1 \| \| Aymet Uzcátegui Noelia Zeballos \| 4 6 \| 6 3 \| 4 6 \| \| \| 2 \| \| Adriana Pérez María Fernanda Álvarez Terán \| 4 6 \| 7 61 \| 6 3 \| \| \| 3 \| \| Adriana Pérez / Aymet Uzcátegui María Fernanda Álvarez Terán / Noelia Zeballos \| 65 7 \| 7 5 \| 1 6 \| \| |                                                                                                 |                                                                                                 |           |      |     |  |
| |                                                                                                 |                                                                                                 | 1         | 2    | 3   |  |
| 1 | Venezuela (bandiera) · Bolivia (bandiera)                                                       | Aymet Uzcátegui Noelia Zeballos                                                                 | 4 6       | 6 3  | 4 6 |  |
| 2 | Venezuela (bandiera) · Bolivia (bandiera)                                                       | Adriana Pérez María Fernanda Álvarez Terán                                                      | 4 6       | 7 61 | 6 3 |  |
| 3 | Venezuela (bandiera) · Bolivia (bandiera)                                                       | Adriana Pérez / Aymet Uzcátegui María Fernanda Álvarez Terán / Noelia Zeballos                  | 65 7      | 7 5  | 1 6 |  |

## Terzo giorno
| Messico 2 | La Loma Centro Deportivo, San Luis Potosí, Messico 6 febbraio 2015 cemento (outdoor - decoturf) | La Loma Centro Deportivo, San Luis Potosí, Messico 6 febbraio 2015 cemento (outdoor - decoturf) | Bolivia 1 |     |     |  |
| \| \| \| \| 1 \| 2 \| 3 \| \| \| - \| \| ---------------------------------------------------------------------------------- \| --- \| --- \| --- \| \| \| 1 \| \| Marcela Zacarías Noelia Zeballos \| 0 6 \| 7 5 \| 6 2 \| \| \| 2 \| \| Ana Sofía Sánchez María Fernanda Álvarez Terán \| 6 2 \| 2 6 \| 3 6 \| \| \| 3 \| \| Victoria Rodríguez / Renata Zarazúa María Fernanda Álvarez Terán / Noelia Zeballos \| 6 2 \| 5 7 \| 6 1 \| \| |                                                                                                 |                                                                                                 |           |     |     |  |
| |                                                                                                 |                                                                                                 | 1         | 2   | 3   |  |
| 1 | Messico (bandiera) · Bolivia (bandiera)                                                         | Marcela Zacarías Noelia Zeballos                                                                | 0 6       | 7 5 | 6 2 |  |
| 2 | Messico (bandiera) · Bolivia (bandiera)                                                         | Ana Sofía Sánchez María Fernanda Álvarez Terán                                                  | 6 2       | 2 6 | 3 6 |  |
| 3 | Messico (bandiera) · Bolivia (bandiera)                                                         | Victoria Rodríguez / Renata Zarazúa María Fernanda Álvarez Terán / Noelia Zeballos              | 6 2       | 5 7 | 6 1 |  |

| Paraguay 3 | La Loma Centro Deportivo, San Luis Potosí, Messico 6 febbraio 2015 cemento (outdoor - decoturf) | La Loma Centro Deportivo, San Luis Potosí, Messico 6 febbraio 2015 cemento (outdoor - decoturf) | Venezuela 0 |     |   |  |
| \| \| \| \| 1 \| 2 \| 3 \| \| \| - \| \| ----------------------------------------------------------------------------- \| --- \| --- \| - \| \| \| 1 \| \| Montserrat González Viviana Onorato \| 6 0 \| 6 0 \| \| \| \| 2 \| \| Verónica Cepede Royg Mariaryeni Gutiérrez \| 6 3 \| 6 2 \| \| \| \| 3 \| \| Camila Giangreco Campiz / Sara Giménez Mariaryeni Gutiérrez / Viviana Onorato \| 7 5 \| 6 3 \| \| \| |                                                                                                 |                                                                                                 |             |     |   |  |
| |                                                                                                 |                                                                                                 | 1           | 2   | 3 |  |
| 1 | Paraguay (bandiera) · Venezuela (bandiera)                                                      | Montserrat González Viviana Onorato                                                             | 6 0         | 6 0 |   |  |
| 2 | Paraguay (bandiera) · Venezuela (bandiera)                                                      | Verónica Cepede Royg Mariaryeni Gutiérrez                                                       | 6 3         | 6 2 |   |  |
| 3 | Paraguay (bandiera) · Venezuela (bandiera)                                                      | Camila Giangreco Campiz / Sara Giménez Mariaryeni Gutiérrez / Viviana Onorato                   | 7 5         | 6 3 |   |  |